# اتلاف جایگذاری
در مخابرات، اتلاف جایگذاری (به انگلیسی: Insertion loss) عبارت است از اتلاف توان سیگنال ناشی از جایگذاری یک افزاره در یک خط انتقال یا فیبر نوری و معمولاً در دسی‌بل (dB) بیان می‌شود.
اگر توان ارسال‌شده را قبل از ورود به بار PT است و توان دریافت شده توسط بار پس از جای‌گذاری P‌R، سپس اتلاف جایگذاری در دسی‌بل است داده شده‌است،
{\displaystyle IL(\mathrm {dB} )=10\log _{10}{P_{\mathrm {T} } \over P_{\mathrm {R} }}}

## فیلترهای الکترونیکی
اتلاف جایگذاری یک شاخص شایستگی برای یک فیلتر الکترونیکی است و این داده‌ها به‌طور کلی با یک فیلتر مشخص می‌شوند. اتلاف جایگذاری به عنوان نسبت سطح سیگنال در پیکربندی آزمایشی بدون فیلتر نصب‌شده (|V1|) به سطح سیگنال با فیلتر نصب‌شده (|V2|) تعریف می‌شود. این نسبت بر حسب دسی‌بل با معادله زیر توصیف می‌شود:
{\displaystyle {\mbox{Insertion loss (dB)}}=10\log _{10}{\left|V_{1}\right|^{2} \over \left|V_{2}\right|^{2}}=20\log _{10}{\left|V_{1}\right| \over \left|V_{2}\right|}}

## پیوند با پارامترهای پراکندگی
در صورتی که دو پورت اندازه‌گیری از امپدانس مرجع یکسان استفاده کنند، افت جایگذاری ({\displaystyle IL}) به این صورت تعریف می‌شود:
{\displaystyle IL=-20\log _{10}\left|S_{21}\right|\,{\text{dB}}}اینجا {\displaystyle S_{21}} یکی از پارامترهای پراکندگی است.